# Raising Sand
Raising Sand là album phòng thu của ca sĩ nhạc rock Robert Plant và nữ ca sĩ nhạc bluegrass-đồng quê Alison Krauss, được phát hành ngày 23 tháng 10 năm 2007 bởi Rounder Records. Album nhận được nhiều đánh giá tích cực từ người hâm mộ cũng như chuyên môn, với điểm số 87/100 tại Metacritic và đứng số 24 trong danh sách "Album của năm" của tạp chí Rolling Stone. Hầu hết các đánh giá đều đề cao khả năng hòa âm của Plant và Krauss. Being There gọi đây "một trong những đỉnh cao của năm" trong khi Allmusic ca ngợi "một trong những bộ đôi hoàn hảo nhất của âm nhạc hiện đại".
Ca khúc "Gone, Gone, Gone (Done Moved On)" được phát hành làm đĩa đơn trích từ album và đạt "Giải Grammy cho Hợp tác giọng pop xuất sắc nhất" tại Giải Grammy lần thứ 50 cũng như đề cử "Bài hát của năm" tại Giải thưởng Âm nhạc Americana năm 2008. Ca khúc "Killing the Blues" cũng đứng thứ 51 trong danh sách "100 bài hát xuất sắc nhất" năm 2007 của Rolling Stone.
Tháng 2 năm 2009, Raising Sand giành chiến thắng toàn bộ 5 đề cử Giải Grammy tại lễ trao giải Grammy lần thứ 51, bao gồm "Giải Grammy cho Album của năm", "Giải Grammy cho Album nhạc đồng quê của năm", "Giải Grammy cho Thu âm của năm" ("Please Read the Letter"), "Giải Grammy cho Hợp tác giọng pop xuất sắc nhất" ("Rich Woman") và "Giải Grammy cho Hợp tác giọng đồng quê xuất sắc nhất" ("Killing the Blues"). Đây là album nhạc đồng quê thứ 2 trong lịch sử đạt giải thưởng Grammy cao quý nhất sau Taking the Long Way (2006) của Dixie Chicks.
Năm 2009, Rhapsody bình chọn Raising Sand ở vị trí số 2 trong danh sách "Album nhạc đồng quê xuất sắc nhất thập kỷ 2000", ngoài ra phần bìa album cũng được trang web này bình chọn là một trong những phần bìa được ưa thích nhất.

## Thành công thương mại
| Đánh giá chuyên môn | Đánh giá chuyên môn |
| Điểm trung bình     | Điểm trung bình     |
| Nguồn               | Đánh giá            |
| ------------------- | ------------------- |
| Metacritic          | 87/100              |
| Nguồn đánh giá      |                     |
| Nguồn               | Đánh giá            |
| Allmusic            | [ 7 ]               |
| Blender             | [ 14 ]              |
| Now                 | [ 15 ]              |
| The Observer        | [ 16 ]              |
| Paste               | [ 17 ]              |
| Rolling Stone       | [ 18 ]              |
| Uncut               | [ 19 ]              |

Album đạt vị trí số 2 tại Billboard 200 với hơn 112.000 đĩa bán trong tuần đầu tiên phát hành. Đây là doanh số cao nhất trong sự nghiệp của cả hai nghệ sĩ, nếu không tính giai đoạn Plant còn hát cùng Led Zeppelin. Raising Sand nhận chứng chỉ Bạch kim từ RIAA vào ngày 4 tháng 3 năm 2008. Sau khi giành chiến thắng vang dội tại Giải Grammy năm 2009, album quay trở lại vị trí quán quân tại Billboard Top Rock Albums và Top Internet Albums vào tháng 2 năm 2009. Album còn giành vị trí số 2 tại Billboard Top Country Albums trong 35 tuần, ngay sau album Fearless (2008) của Taylor Swift. Không lâu sau đó, Raising Sand quay trở lại vị trí số 2 tại Billboard 200 với hơn 77.000 đĩa được tái phát hành.
Album cũng giành vị trí quán quân tại Canada và Na Uy, và có được vị trí số 2 tại UK Albums Chart vào tháng 2 năm 2008.

## Danh sách ca khúc
| STT | Nhan đề                                  | Sáng tác                                             | Thời lượng |
| --- | ---------------------------------------- | ---------------------------------------------------- | ---------- |
| 1.  | "Rich Woman"                             | Dorothy LaBostrie, McKinley Millet                   | 4:04       |
| 2.  | "Killing the Blues"                      | Roly Jon Salley                                      | 4:16       |
| 3.  | "Sister Rosetta Goes Before Us"          | Sam Phillips                                         | 3:26       |
| 4.  | "Polly Come Home"                        | Gene Clark                                           | 5:36       |
| 5.  | "Gone Gone Gone (Done Moved On)"         | The Everly Brothers                                  | 3:33       |
| 6.  | "Through the Morning, Through the Night" | Gene Clark                                           | 4:01       |
| 7.  | "Please Read the Letter"                 | Charlie Jones, Michael Lee, Jimmy Page, Robert Plant | 5:53       |
| 8.  | "Trampled Rose"                          | Kathleen Brennan, Tom Waits                          | 5:34       |
| 9.  | "Fortune Teller"                         | Allen Toussaint                                      | 4:30       |
| 10. | "Stick With Me Baby"                     | Mel Tillis                                           | 2:50       |
| 11. | "Nothin'"                                | Townes Van Zandt                                     | 5:33       |
| 12. | "Let Your Loss Be Your Lesson"           | Milton Campbell                                      | 4:02       |
| 13. | "Your Long Journey"                      | Doc Watson, Rosa Lee Watson                          | 3:55       |

## Thành phần tham gia sản xuất
- Alison Krauss – hát, fiddle.
- Robert Plant – hát, định âm.

Nghệ sĩ khác
- Riley Baugus – banjo.
- Jay Bellerose – trống.
- Norman Blake – guitar acoustic.
- T Bone Burnett – guitar điện, bass và guitar acoustic.
- Dennis Crouch – double bass.
- Greg Leisz – pedal steel guitar.
- Marc Ribot – guitar acoustic và guitar điện, banjo, dobro.
- Mike Seeger – autoharp
- Patrick Warren – keyboards, pump organ, toy piano.

Sản xuất
- T Bone Burnett – sản xuất, thu âm.
- Gavin Lurssen – chỉnh âm.
- Stacy Parrish, Mike Piersante – kỹ thuật viên âm thanh.

## Xếp hạng
| Bảng xếp hạng (2007–08)                  | Vị trí cao nhất |
| ---------------------------------------- | --------------- |
| Album Úc (ARIA)                          | 45              |
| Album Áo (Ö3 Austria)                    | 31              |
| Album Bỉ (Ultratop Wallonie)             | 2               |
| Album Bỉ (Ultratop Vlaanderen)           | 12              |
| Album Đan Mạch (Hitlisten)               | 22              |
| Album Hà Lan (Album Top 100)             | 26              |
| Album Pháp (SNEP)                        | 49              |
| Album Phần Lan (Suomen virallinen lista) | 23              |
| Album New Zealand (RMNZ)                 | 3               |
| Album Na Uy (VG-lista)                   | 1               |
| Album Tây Ban Nha (PROMUSICAE)           | 74              |
| Album Thụy Điển (Sverigetopplistan)      | 2               |
| Album Anh Quốc (OCC)                     | 2               |
| Album Hoa Kỳ Billboard 200               | 2               |

## Chứng chỉ
| Quốc gia                                                                           | Chứng nhận  | Số đơn vị/doanh số chứng nhận |
| ---------------------------------------------------------------------------------- | ----------- | ----------------------------- |
| Ireland (IRMA)                                                                     | Bạch kim    | 15.000^                       |
| New Zealand (RMNZ)                                                                 | Bạch kim    | 15.000^                       |
| Nga (NFPF)                                                                         | Vàng        | 10.000*                       |
| Thụy Điển (GLF)                                                                    | Bạch kim    | 40.000^                       |
| Anh Quốc (BPI)                                                                     | 2× Bạch kim | 600.000^                      |
| Hoa Kỳ (RIAA)                                                                      | Bạch kim    | 1.000.000^                    |
| Tổng hợp                                                                           |             |                               |
| Châu Âu (IFPI)                                                                     | Bạch kim    | 1.000.000*                    |
| * Chứng nhận dựa theo doanh số tiêu thụ. ^ Chứng nhận dựa theo doanh số nhập hàng. |             |                               |